# Place du Front populaire
Pour les articles homonymes, voir Front populaire.
La place  du Front Populaire est une place de Saint-Denis et Aubervilliers, en Seine-Saint-Denis, en France.

## Situation et accès

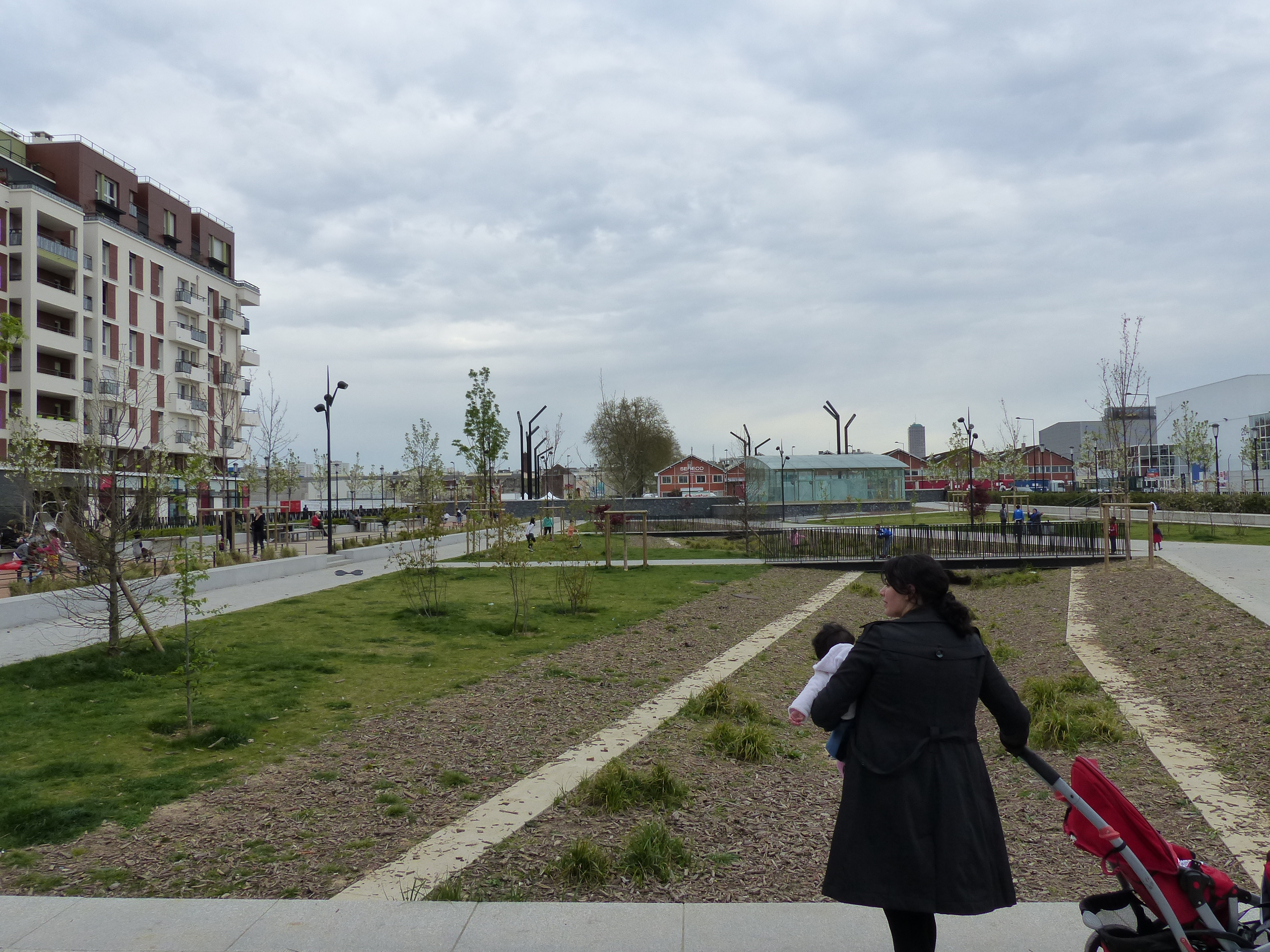
Vue du jardin de la place en 2014. L'édicule vitré au centre du cliché est l'émergence du puits de lumière de la station.

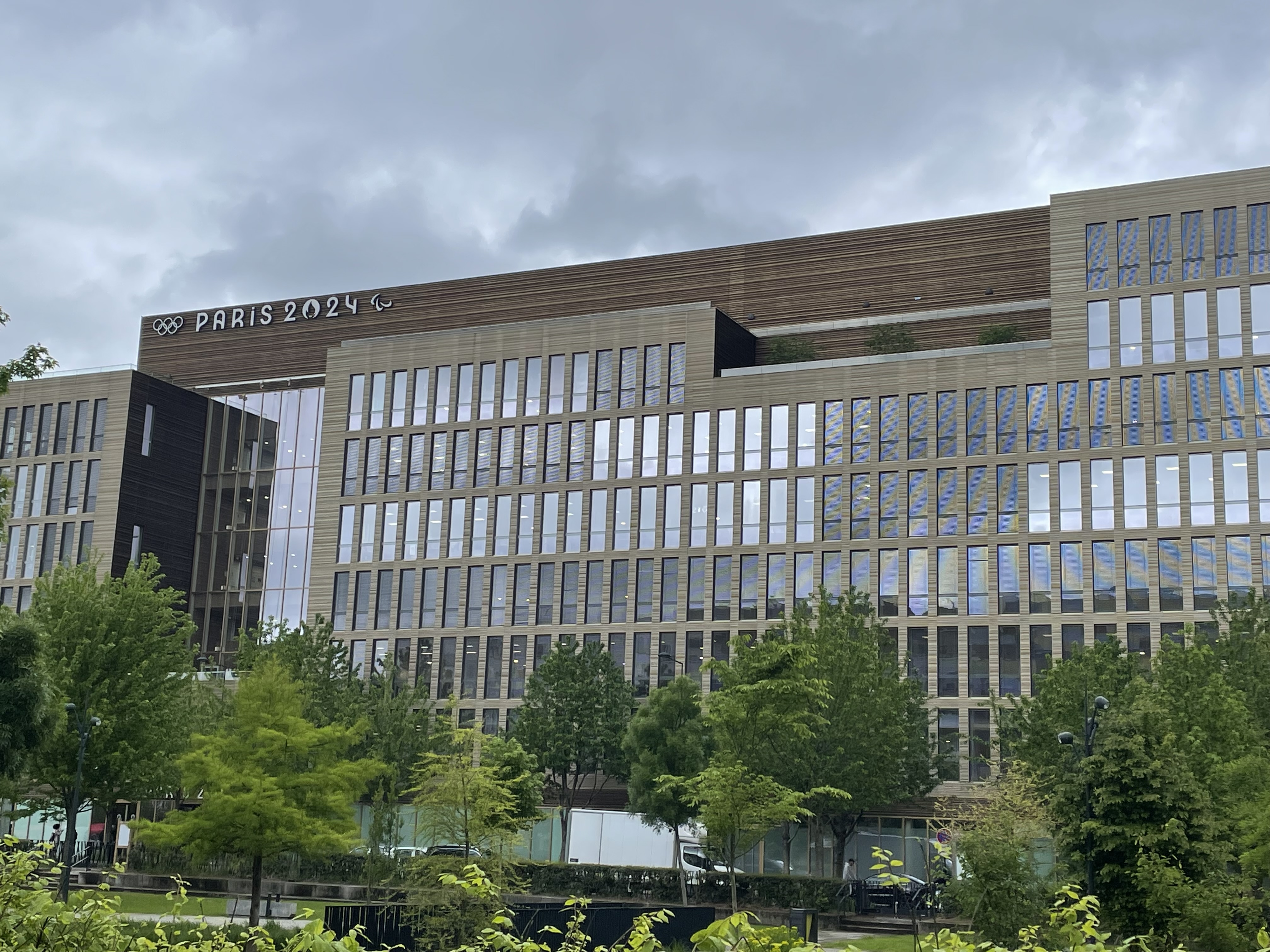
Le Pulse vue du square de la place en 2023.

La place de 1,8 hectare est aménagée par l’établissement public territorial Plaine Commune. 
Au cœur de La Plaine Saint-Denis, à la limite des communes de Saint-Denis et d'Aubervilliers, au croisement rue Proudhon / rue des Gardinoux, d'une part (axe ouest-est) et rue des Fillettes, la place de 210 m sur 90 m couvre la station de métro de la ligne 12 Front populaire, ouverte en décembre 2012. La Place du Front Populaire est officiellement inaugurée le 25 mai 2013 à l’issue d’un après-midi festif organisé conjointement les deux communes de Saint-Denis et Aubervilliers.
co
Au sein de la ZAC Nozal-Chaudron lancée en 1995 pour reconvertir un ancien quartier industriel, l'urbanisation des abords de la place s'effectue au début des années 2010 avec la livraison de logements et de bureaux. 
Durant la première moitié de la décennie 2010, les commerces sont alors assez rares. Puis, sans être une centralité majeure, la place est en 2022 mieux dotée en commerces, tout en restant relativement calme en dehors des heures de pointe du métro
Au sud de la place, bordé à l'Est par l'immeuble Jump (livré en 2023 et certifié BREEAM Excellent), l'immeuble Pulse livré en 2019 abrite le comité d'organisation des JOP 2024. Conçu par BFV Architectes, le Pulse est livré en 2019 et dispose de plusieurs certifications environnementales. Ses six étages de 4000 m² mêlent le bois, le béton et le verre autour d'un vaste atrium.En janvier 2025, le Département de la Seine-Saint-Denis annonce y installer fin 2025 les 2500 salariés de ses services centraux.
Le Pulse est inclus dans le Parc des Portes de Paris (dit aussi Parc des EMGP, évoquant les Entrepôts des magasins généraux de Paris), une zone d'activités contrôlée par le groupe Icade, qui abrite diverses activités tertiaires dont des studios de cinéma et de télévision. À l'Est de la place, au sud de la rue des Gardinoux, l'espace marque l'emplacement des bâtiments 218-219 détruits par un incendie en 2016 puis démolis en 2017. À l'Ouest du Pulse, Icade lance en 2025 la construction du programme Time, composé de deux bâtiments de logements de respectivement 15 et 10 étages, montrant une réorientation de l'entreprise après l'essor du télétravail, qui réduit le besoin de bureaux. Un rez-de-chaussée doit recevoir un centre municipal de santé de la ville de Saint-Denis.
À l'Est de la place au nord de la rue des Gardinoux, la tour Emblematik de 54 mètres et 88 appartements en accession à la propriété conçue par l'architecte Roland Castro est inaugurée en 2019 et jouxte une résidence de 113 logements étudiants et de  40 logements sociaux. Au nord-ouest, la Maison des sciences de l'homme est la premier établissement de recherche à arriver dans le quartier. Au nord-est, la place abrite le Campus Condorcet, regroupement d'établissements d'enseignement supérieur inauguré en octobre 2019.
La dénomination de la place fait référence au gouvernement  du Front Populaire, au pouvoir de 1936 à 1938.

## Moyens d'accès
Proche de l'autoroute A1 et du Boulevard périphérique, la place surplombe la station de métro Front populaire de la ligne 12. Elle est également desservie par les lignes de bus 139, 239 et 302
La place devrait être desservie en 2031 par le prolongement de la ligne T8 du tramway entre Saint-Denis - Porte de Paris et la gare Rosa-Parks.
L'Ouest de la place abrite une station Vélib'